# Boulazac Basket Dordogne
O Boulazac Basket Dordogne, é um clube profissional de basquetebol sediado na cidade de Boulazac, Dordonha, França que atualmente disputa a LNB Pro B. Foi fundado em 1992 e manda seus jogos no Le Palio com capacidade de 5.200 espectadores.

## Temporada por Temporada
| Temporada | Nível | Liga      | Pos. | Pós Temporada                  |
| --------- | ----- | --------- | ---- | ------------------------------ |
| 2007-08   | 2     | LNB ProB  | 15   |                                |
| 2008-09   | 2     | LNB ProB  | 14   |                                |
| 2009-10   | 2     | LNB ProB  | 11   |                                |
| 2010–11   | 2     | LNB ProB  | 12   |                                |
| 2011–12   | 2     | LNB ProB  | 2    | Playoffs de Promoção promovido |
| 2012–13   | 1     | LNB ProA  | 15   | Rebaixado                      |
| 2013–14   | 2     | LNB ProB  | 12   |                                |
| 2014-15   | 2     | LNB ProB  | 3    | Semifinalista                  |
| 2015-16   | 2     | LNB ProB  | 4    | Semifinalista                  |
| 2016-17   | 2     | LNB ProB  | 4    | Promovido campeão playoffs     |
| 2017-18   | 1     | LNB Pro A | 17   | Mantido na divisão             |
| 2018-19   | 1     | Élite     | 10   |                                |
| 2019-20   | 1     | Élite     | 17º  |                                |
| 2020-21   | 1     | Élite     | 18º  |                                |
| 2021-22   | 2     | LNB ProB  | 12º  |                                |
| 2022-23   | 2     | LNB ProB  | 5º   | Semifinalista                  |
| 2023-24   | 2     | LNB ProB  | 3º   | Finalista                      |
| 2024-25   | 2     | LNB ProB  | 1º   | Campeão                        |
| 2025-26   | 1     | Élite     |      |                                |